# Luis Singson
Luis "Chavit" Singson (Vigan, 21 juni 1941) is een Filipijns politicus. Singson was bijna 30 jaar lang gouverneur van de provincie Ilocos Sur. Tevens was hij van 1987 tot 1992 lid van het Filipijns Huis van Afgevaardigden.

## Biografie
Luis Singson werd geboren op 21 juni 1941 in de Filipijnse stad Vigan. Hij was het tweede kind uit een gezin van zeven van Jose Singson en Caridad Crisologo. De Singsons hebben Chinese voorouders. In de 17e eeuw trouwde Joaquín Ayco, een koopman uit de Chinese plaats Oasay met de mestiza, Rosa Songnio, uit Vigan. Diverse nazaten van hen waren gedurende de 19e eeuw burgemeester (gobernadorcillo) van Vigan: Don León Singson in 1846, Don Estanislao Singson in 1852, Don Domingo Singson in 1854, Don Tomás Singson in 1858 en Don Jose Singson in 1877.
Na het afronden van zijn middelbareschoolopleiding aan San Sebastian College in 1959 studeerde hij tot 1961 handel aan Letran College. Aansluitend studeerde Singson tot 1963 architectuur aan de University of Santo Tomas. Na zijn studie was hij van 1964 tot 1965 politiechef van Vigan en van 1966 tot 1967 was hij in dienst van Virginia Tobacco. Tevens was hij in 1966 voorzitter en president van Vigan Electric Company.
In 1967 begon zijn politieke loopbaan toen hij werd gekozen tot raadslid van Vigan. Vier jaar later wist hij zittend gouverneur Carmeling Crisologo te verslaan in de strijd om het gouverneurschap van Ilocos Sur. Dit werd het begin van een lange periode als gouverneur van deze provincie, die duurde totdat president Corazon Aquino in 1986, na de val van Ferdinand Marcos, een nieuwe gouverneur aanstelde. Singson stelde zich daarop in 1987 met succes beschikbaar voor een zetel in het Filipijnse Huis van Afgevaardigden. Na zijn termijn in het huis won Singson in 1992 een nieuwe termijn als gouverneur van Ilocos Sur. In 1995 en 1998 werd Singson herkozen, waardoor hij zich in 2001 na de maximale drie termijnen op rij niet opnieuw kandidaat kon stellen. Van 2003 tot 2004 was hij wel actief als presidentieel adviseur voor het North Luzon Growth Management Area.
Bij de verkiezingen van 2004 won hij opnieuw de verkiezingen voor het gouverneurschap van Ilocos Sur. Drie jaar later was hij bij de verkiezingen van 2007 een van de kandidaten van Lakas-CMD voor een zetel in de Filipijnse Senaat. Hij eindigde met ruim 4 miljoen stemmen op de 31e plek, onvoldoende voor een van de twaalf beschikbare Senaatszetels. Daarop wel hij in 2008 aangesteld als Deputy National Security Adviser van president Gloria Macapagal-Arroyo. In 2010 werd Singson opnieuw gekozen tot gouverneur van Ilocos Sur. Drie jaar later werd hij als gouverneur opgevolgd door zijn zoon Ryan Luis Singson

## Rol in de val van president Joseph Estrada
In oktober 2000 leidde Singson de val van president Joseph Estrada in, toen hij hem ervan beschuldigde dat hij aan het hoofd stond van een nationaal goksyndicaat en een deel van de opbrengsten van het illegale gokspel jueteng in zijn stak. Van Singson alleen al zou Estrada $11,7 miljoen hebben ontvangen. Estrada ontkende deze beschuldiging. Na Singsons verklaring en aanvullende berichtgeving en onderzoek hieromtrent werd een afzettingsprocedure tegen Estrada opgestart die in het Huis van Afgevaardigden voldoende medestanders kreeg. Politieke medestanders van de president in de Filipijnse Senaat wisten de afzettingsprocedure echter te dwarsbomen. Op 17 januari 2001 stemde de Senaat met 11 tegen 10 tegen het openen van een envelop met daarin belastend bewijsmateriaal tegen de president. De daaropvolgende massale publieke verontwaardiging resulteerde in vier dagen van politieke demonstraties die veel weg hadden van de EDSA-revolutie van 1986, die uiteindelijk de val van Ferdinand Marcos inluidde. Deze gebeurtenissen werden daarom ook wel aangeduid als EDSA II werd genoemd. Het Hooggerechtshof van de Filipijnen verklaarde de positie van president vacant en vier dagen na het begin van de demonstraties legde vicepresident Gloria Macagagal-Arroyo de eed af als de nieuwe president van de Filipijnen.

## Privéleven
Singson trouwde met Evelyn Verzosa en kreeg met haar zeven kinderen.